# 앰틱스바이오
앰틱스바이오(영어: AmtixBio)는 경기도 하남시에 본사를 둔 신약 개발 기업이다.

## 역사 및 현황
2024년 주관사를 대신증권과 유진투자증권으로 상장을 신청하였다가 2025년 철회하였다

## 사업장 현황
- 본사: 경기도 하남시 미사대로 540, B동 A-801,802,826,828,829,830호
- GMP: 경기도 하남시 하남대로 947, A동 901,902,903,904,1304호
- 서울사무소: 서울특별시 도봉구 마들로 13길 61, 2동 606호 (창동, 씨드큐브 창동)

### 내용주
1. ↑  회사 홈페이지 확인